# خور خوران
خور خوران یک خور در تنگه خوران در استان هرمزگان است. این خور بخشی از ذخیره‌گاه زیست‌کره حرا است.